# 帕特里克·沙穆瓦索

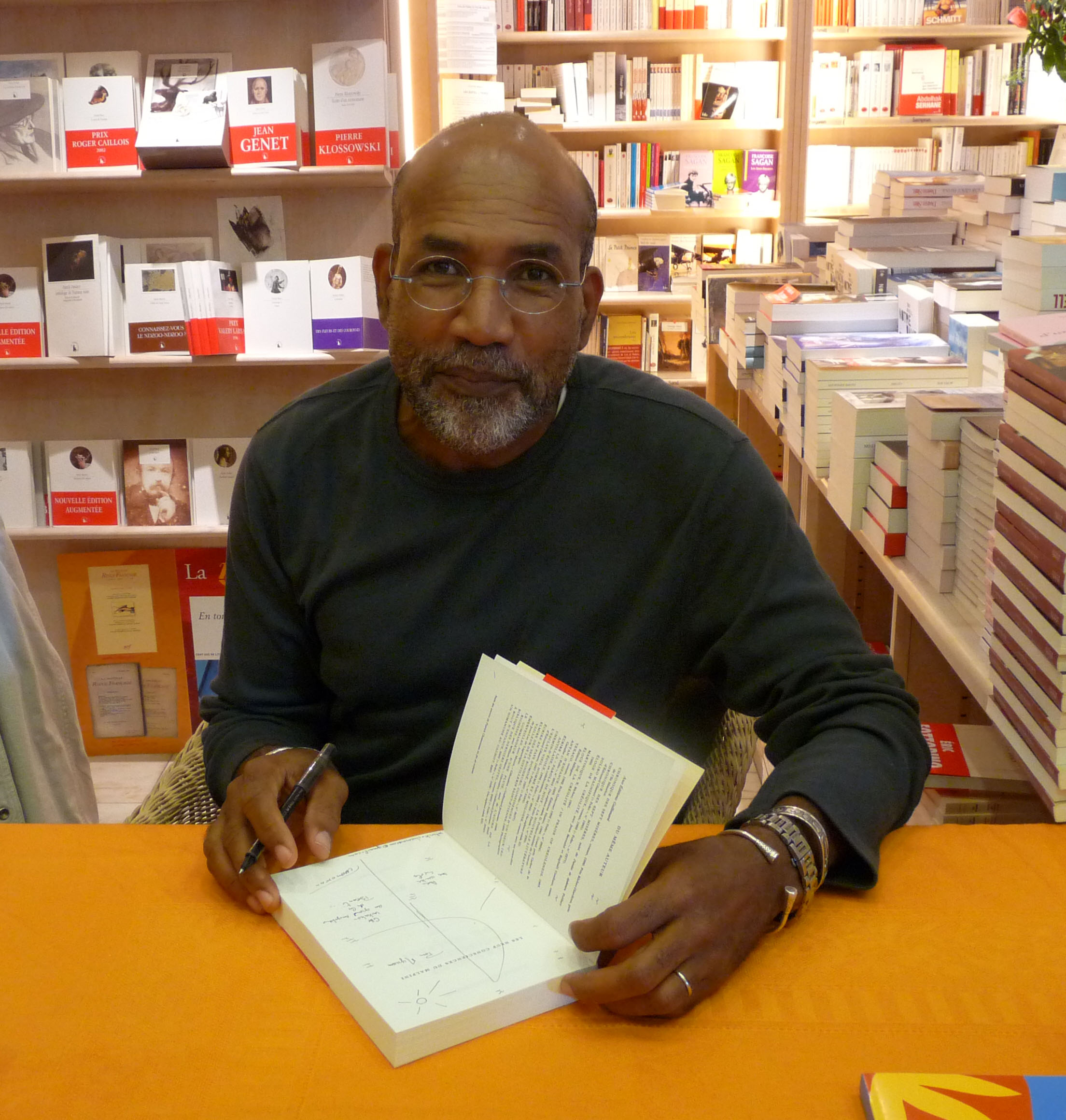
帕特里克·沙穆瓦索

帕特里克·沙穆瓦索（1953年12月3日-）是一位来自馬提尼克的作家，他还参与了多部电影的编剧工作。他于1992年獲得龚古尔文学奖。1999年又獲得克劳斯亲王奖。2009年歐洲議會選舉期間他加入左翼阵线。